# Collader

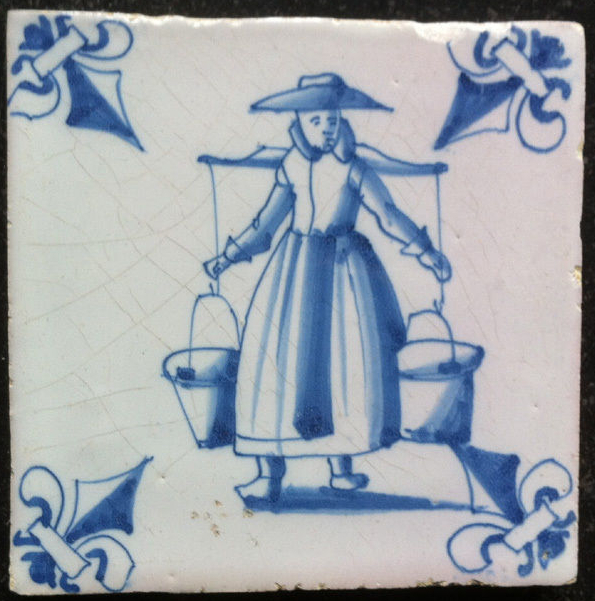
Una dona amb collader en una rajola neerlandesa del s.XVIII

Un collader, una collada, un fustegal o fusteguer és una eina formada per una barra de fusta un poc corbada i amb una mossa a cada cap, que, col·locada al coll, serveix per a carregar galledes d'aigua o altres càrregues a cada cap,.

## Ús
A Europa Occidental, era emprat sobretot per les dones per carregar aigua o llet, però ha caigut en desús. A l'Àsia oriental, en canvi, encara és d'ús freqüent, i fins i tot es considera un símbol de la regió. A més a més de servir per a dur càrregues d'un punt a l'altre, sovint l'empren venedors ambulants com a botiga mòbil, amb cistelles plenes de productes per vendre.

## Forma
A Europa, el collader sol ser una barra de fusta lleugerament corbada, pensada per anar al clatell, a tall de jou, amb les càrregues a costat i costat del portador. Sovint porta una mossa a cada cap per col·locar-hi dues galledes o cabassos. Al nord d'Europa, sol tenir una corda a cada cap per a penjar-hi la carrega arran de les mans del portador.
A l'Àsia oriental, en canvi, sovint és fet de bambú i es carrega en una sola espatlla amb una càrrega al davant del portador i l'altra al darrere. D'aquesta manera, és més fàcil de navegar zones molt transitades, com carrers urbans.

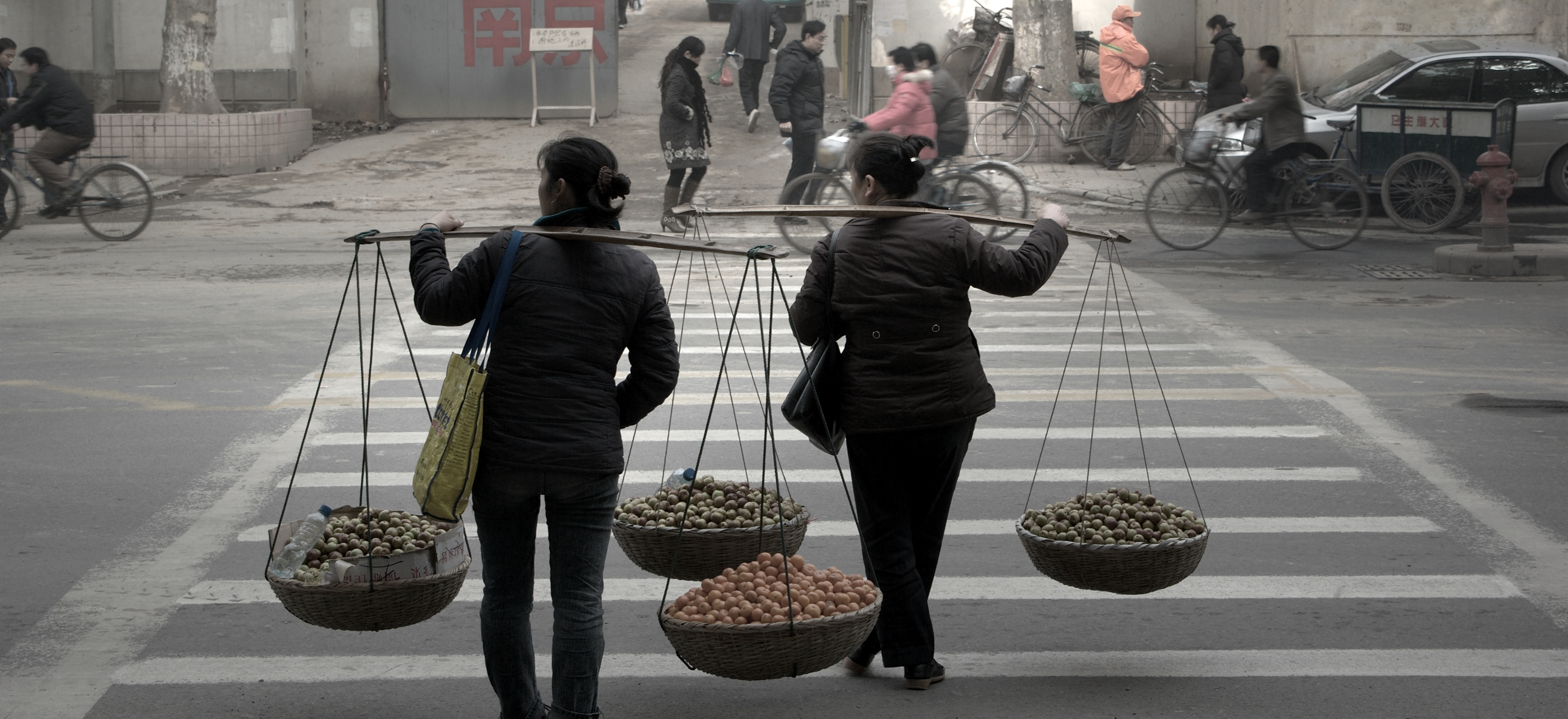
Dues dones amb collader a Nanquín, a la Xina